# Colus oceanodromae
Colus oceanodromae är en snäckart som först beskrevs av Dall 1919.  Colus oceanodromae ingår i släktet Colus och familjen valthornssnäckor. Inga underarter finns listade i Catalogue of Life.